# 愛的故事 (小說)
}
《愛的故事》（英語：Love Story）是美國小說家艾瑞克·席格爾撰寫，於1970年2月14日情人節出版發行的愛情小說。該書前身為席格爾編寫的劇本，由派拉蒙影業拍攝為同名電影《愛的故事》。派拉蒙影業請席格爾將劇本改寫為小說行事作為電影宣傳。《愛的故事》成為 1970 年美國最暢銷的小說，在紐約時報暢銷書榜上停留41週摘下榜首，並被翻譯成20多種語言。
續集《奧利弗的故事》於1977年出版。電影改編版於1970年12月16日發行。